# Hernando Calvo Ospina

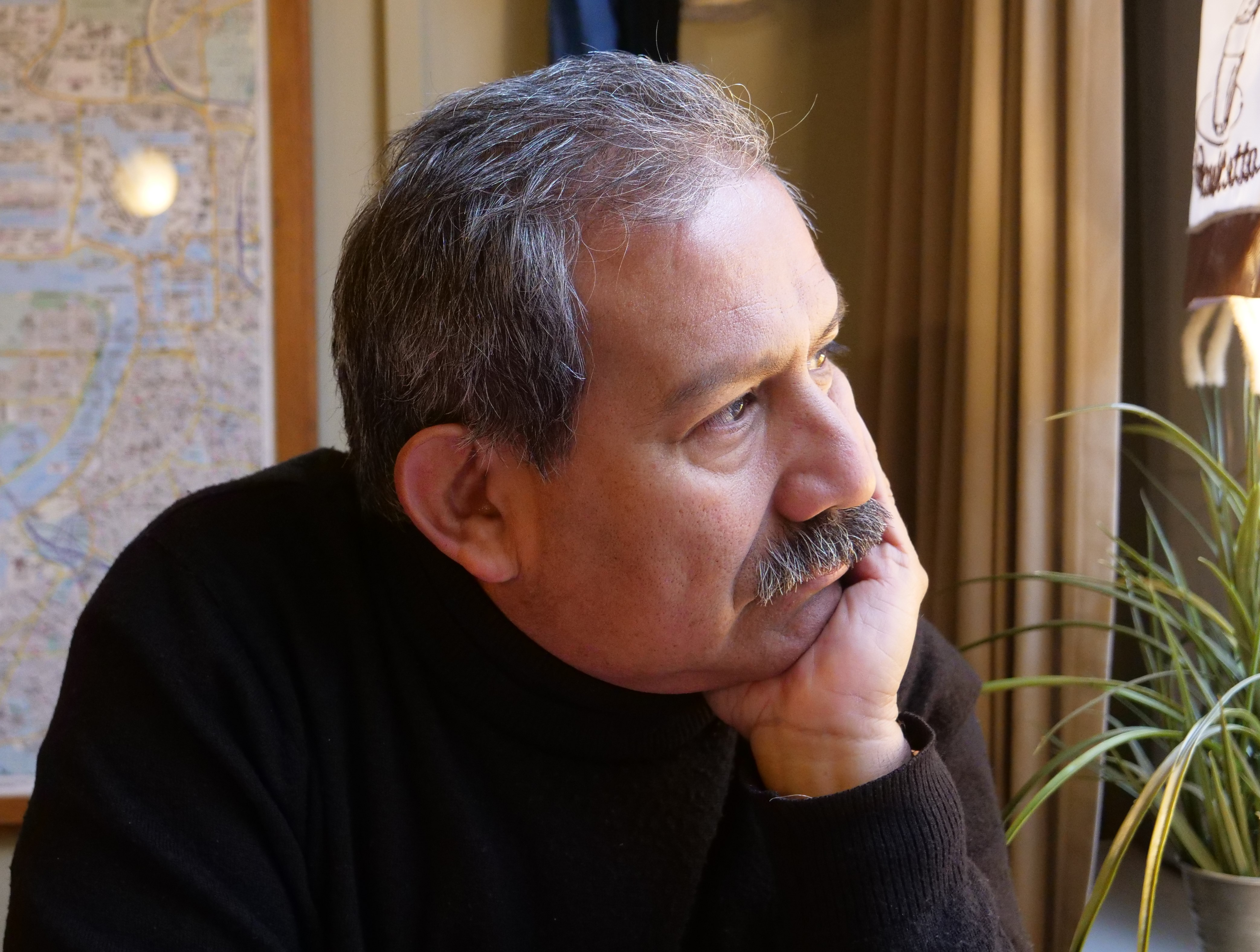
Hernando Calvo Ospina, 2018

Hernando Calvo Ospina (* 6. Juni 1961 in Santiago de Cali) ist ein kolumbianischer investigativer Journalist und Schriftsteller. Er ist Autor zahlreicher Bücher, die alle in mehrere Sprachen übersetzt wurden. Er ist permanenter Mitarbeiter der französischen Monatszeitung Le Monde Diplomatique und beteiligte sich an Dokumentarfilmen der BBC, ARTE und der ARD. Er lebt seit 1986 als politischer Flüchtling in Frankreich.

## Leben

### Studium und Gefängnis
Am 24. September 1985, während er an der Universidad Central del Ecuador in Quito Journalistik studierte, wurde er von drei Männern festgenommen und verschwand. Später teilte er Amnesty International mit, dass er die ersten drei Tage mit verbundenen Augen und an Händen und Füßen gefesselt, verbrachte. Durch seine Entführer erfuhr er von einer gemeinsamen Operation des kolumbianischen und ecuadorianischen Geheimdienstes gegen seine Person mit darauffolgender Gefangennahme. Ein paar Tage zuvor hatte ein Kommando des kolumbianischen Movimiento 19 de Abril einen wohlhabenden ecuadorianischen Geschäftsmann entführt. Daraufhin begannen die Sicherheitsdienste eine Jagd gegen dort wohnhafte Kolumbianer, die sie als politisch links stehend ansahen. Und Calvo Ospina war damals ein anerkannter Kritiker der kolumbianischen Regierung, der sich auch öffentlich äußerte. Nachdem er entführt und im Kofferraum eines Autos abtransportiert worden war, übergab man ihn einer Gruppe Paramilitärs mit dem Namen SIC-10.
Als man seine Mitwirkung in Guerilla-Organisationen nicht beweisen konnte, brachte man ihn in die Strafanstalt „Garcia Moreno“, wo er drei Monate ohne Gerichtsverfahren verbringen musste. Angesichts massiven internationalen Drucks musste die Regierung des Präsidenten León Febres Cordero Calvo Opsina schließlich aus dem Gefängnis entlassen und schickte ihn anschließend nach Lima, Peru. Nachdem er, unter dem Schutz des Hohen Flüchtlingskommissars der Vereinten Nationen, zwei Monate in Peru verbracht hatte, erklärte ihn die Regierung des Präsidenten Alan García zur Persona non grata und forderte ihn auf, das Land zu verlassen. Mit Hilfe der französischen Regierung kam er am 15. März 1986 in Paris an.

### Exil in Frankreich
Mit dem Status eines politischen Flüchtlings in der Hand, verdiente er seinen Lebensunterhalt bei einem französischen Reinigungsunternehmen; später betätigte er sich auch als Volleyballtrainer, als Schiedsrichter, sowie als Tänzer und Sammler von Salsa-Musik. Eine von Calvo Ospina beantragte Einbürgerung lehnte die französische Regierung 2011, unter Hinweis auf die von ihm gegen Frankreich vertretenen Positionen und seine engen Kontakte zur kubanischen Botschaft, sowie zu Organisationen wie der damaligen Guerilla-Organisation FARC, ab.

### Journalistische Tätigkeit
Er begann als Journalist zu arbeiten und es wurden zahlreiche Artikel sowie Interviews mit ihm in Kuba publiziert. Er hat an Gesprächsrunden mit den Präsidenten Kubas und Venezuelas, Fidel Castro und Hugo Chávez, teilgenommen. Er hat den Präsidenten Ecuadors, Rafael Correa und andere Persönlichkeiten wie Danielle Mitterrand, den Schauspieler Pierre Richard, Jacques Gaillot aus Frankreich und den US-Soziologen James Petras interviewt. Im Rahmen seiner journalistischen Arbeit befragte er ebenfalls den Guerilla-Kommandanten der FARC, Raúl Reyes und Jaime Guaracas. Außerdem sprach er mit den Guerilla-Kommandanten des ELN, Manuel Pérez Martinez, Milton Hernández und Ramiro Vargas. Für die Arbeit an seinem Buch Don Pablo Escobar verbrachte er einige Tage unter Mitgliedern des Medellín-Kartells. Für sein Buch Peru: Los Senderos posibles, interviewte er auch Kader und Sympathisanten der terroristischen Organisation Sendero Luminoso.
In Miami und New York sprach er mit der kubanischen Regierung verbundenen und auch feindlichen Politikern. Dazu gehörten Orlando Bosch Avila, Nazario Sargén, José „Pepe“ Hernández (Alpha 66) und José Basulto (Brothers to the Rescue). Diese Interviews verarbeitete er in dem Buch Disidentes o Mercenarios („Dissidenten und Söldner“).
Im Januar 2005 erhielt der Dokumentarfilm „Das Geheimnis der Fledermaus: Bacardi zwischen Rum und Revolution“ die Bronzemedaille des New York Film Festivals. Der Film, an dem auch der Autor selbst teilnahm, basiert auf dessen Buch „Bacardí, Im Zeichen der Fledermaus“.
Am 18. April 2009 verweigerten die USA einer Air-France-Maschine auf dem Weg nach Mexiko das Überflugrecht, weil er sich an Bord befand. Begründung waren seine Verbindungen zur FARC – nach Darstellung der Le Monde diplomatique zu Recherchezwecken.
In Deutschland schreibt Calvo Ospina regelmäßig für linke Blätter, wie junge Welt und taz; im Mai 2019 beteiligte er sich an der Solidaritätsveranstaltung „Hände weg von Venezuela“.

### Positionen
Er unterstützt die sozialistischen Regierungen Kubas, Venezuelas und Boliviens. Er widerspricht der Annahme einer Unterstützung der kolumbianischen FARC durch Venezuela, teilt aber ihre erklärten politischen Ziele. Als investigativer Journalist beklagt er sowohl die Rolle der Regierung Kolumbiens im Bürgerkrieg als auch die Außenpolitik der USA gegenüber Lateinamerika. Am 18. April 2009 entdeckte er, dass er sich auf der Watch List der US-Behörden befindet. Dem Flugzeug, in dem er sich befand, wurde es „aus Gründen der nationalen Sicherheit“ verboten, den Luftraum der Vereinigten Staaten zu überfliegen. Aus Paris kommend flog die Air France-Maschine mit ihm an Bord ohne Zwischenstopp direkt nach Mexiko-Stadt.

## Schriften
- „Salsa“. „Havana Heat - Bronx Beat“. Schmetterling, Stuttgart, 1997. ISBN 3-89657-395-0
- „Originalton Miami. Die USA; Kuba und die Menschenrechte“. (Mitautor Katlijn Declercq) PapyRossa, Köln, 2001. ISBN 3-89438-222-8
- „Bacardí, Im Zeichen der Fledermaus“. (Vorwort von James Petras) PapyRossa, Köln, 2002. ISBN 3-89438-243-0